# Metamecyna uniformis
Metamecyna uniformis là một loài bọ cánh cứng trong họ Cerambycidae.